# Marie Joseph de Jésus
Pour les articles homonymes, voir Prout.
Elizabeth Prout, également connue sous son nom en religion Mère Marie Joseph de Jésus, née le 2 septembre 1820 et morte le 11 janvier 1864, est une religieuse catholique anglaise, fondatrice des Sœurs de la Sainte Croix et de la Passion. Son procès en béatification ouvert, elle est reconnue comme vénérable depuis 2021 par l'Église catholique.

## Biographie

### Jeunesse
Née d'une mère anglicane et d'un père catholique non pratiquant, sa famille déménage à Stone pour chercher du travail. Sous l'influence des missionnaires passionistes et plus particulièrement des pères Dominique Barberi et Gaudentius Rossi, Elizabeth, âgée d'une vingtaine d'années, se convertit au catholicisme. Sa conversion est d'abord très mal accueillie par ses parents, qui se convertiront également quelques années plus tard. 
Elizabeth ressent une forte attraction pour la vie religieuse ; le Père Gaudentius lui conseille alors de rejoindre les Dames de Saint-Maur à Northampton, ce qu'elle fait en 1848. Elle y trouve premièrement un grand bonheur mais sa santé se dégrade et les sœurs la considèrent comme trop faible pour continuer son travail auprès d'elles. Après avoir passé quelque temps avec ses parents, Elizabeth fait à nouveau appel au P. Gaudentius qui lui conseille de participer à la mission de Saint-Chad à Cheetham Hill, où elle devient alors enseignante pour l'école paroissiale.

### Travail à Manchester

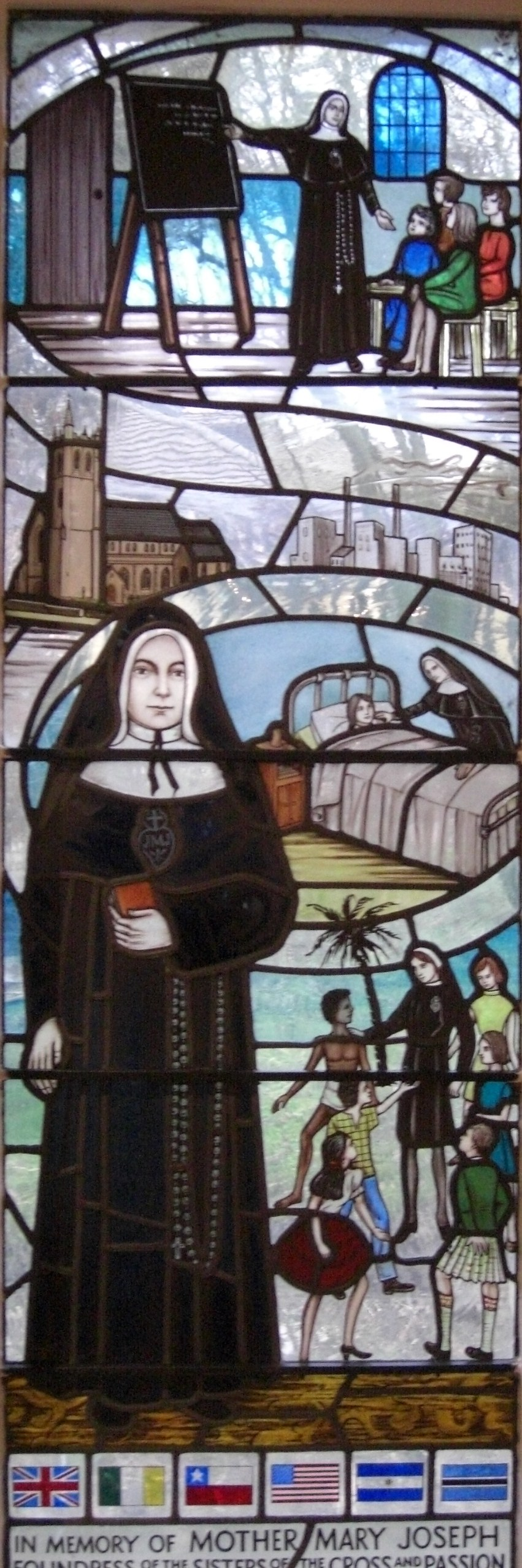
Vitrail en son sanctuaire de l'église Sainte-Anne, Sutton, St Helens, Merseyside.

À son arrivée à Manchester, Elizabeth est témoin des conditions sordides dans lesquelles les gens vivent. Elle s'établit bientôt dans la paroisse, visite les malades et les miséreux dans les régions les plus pauvres de Manchester et instruit les travailleurs des filatures de coton ainsi que les immigrants irlandais fuyant la famine de la pomme de terre.
Elle et quelques compagnons se réunissent pour former une communauté dans le but d'aider les travailleurs anglais opprimés dans les grandes villes industrielles du XIXe siècle.
Elle pense d'abord à se joindre à un institut religieux existant, mais, conformément aux dires du Père Gaudentius, elle se sent appelée à fonder une nouvelle congrégation. Elle s'installe alors dans une maison derrière l'église Saint-Tchad et instruit notamment les femmes afin de leur permettre d'avoir un meilleur travail. Les règles de vie élaborées par le père Gaudentius Rossi étant très strictes, nombre de ses compagnons la quittent mais d'autres la rejoignent.
La société reçoit le nom d'Institut de la Sainte Famille. Elizabeth et les sœurs reçoivent leur habit religieux des mains du Père Croskell, curé de la paroisse de Saint-Tchad, lors de la fête de la Présentation de Notre-Dame, le 21 novembre 1852. C'est alors qu'Elizabeth Prout reçoit le nom de Mère Marie Joseph de Jésus.
Les deux années suivantes, les sœurs travaillent énormément, à tel point tel que plusieurs tombent malades. Étant trop pauvres pour payer les services d'un médecin, c'est Mère Marie Joseph qui est appelée à les soigner elle-même. 
En 1855, Elizabeth et une autre sœur déménagent à Sutton, à St. Helens. Elle fonde une école à St. Mary (Blackbrook) et prend en charge l'école Sainte-Anne de Sutton. Les sœurs, de plus en plus pauvres, sont régulièrement forcées de mendier.
Mais elles reçoivent de nombreux soutiens, dont celui du père Ignace de Saint-Paul qui a succédé au père Gaudentius en tant que guide spirituel de l'Institut.
Les conflits au sein de la communauté se multiplient concernant les finances de l'Institut. Mère Marie Joseph de Jésus obtient la permission de son évêque d'aller en Irlande pour demander l'aumône. Mais à son retour, la situation a empiré et plusieurs personnes accusent les religieuses d'irrégularités. Une enquête ecclésiastique est lancée mais le résultat de l'enquête innocente l'Institut et révèle la grande pauvreté des sœurs ainsi que l'importance de leurs sacrifices et de leur labeur.

### Sœurs passionnistes

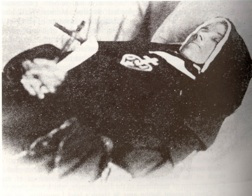
Corps de la défunte Marie Joseph.

Le père Ignace commence à passer beaucoup plus de temps avec les sœurs et, à ce titre, les influencent vers la spiritualité passioniste qui commence à croître au sein de la communauté. Bientôt Mère Marie Joseph et le père Ignace travaillent ensemble à rendre conforme l'Institut aux règles passionnistes. 
Le P. Ignace se rend à Rome pour obtenir l'approbation du Pape Pie IX. L'Institut est donc formellement érigée en congrégation religieuse et, le 23 octobre 1863, Mère Marie Joseph est élue mère générale, mais sa santé décline jusqu'à sa mort, le 11 janvier 1864. Elle est enterrée en l'église Sainte-Anne, à Sutton. 
Dix ans après sa mort, les sœurs reçoivent l'autorisation de porter le signe des Passionistes et leur nom est changé en « Sœurs de la Sainte Croix et de la Passion », complétant ainsi le travail de Mère Marie Joseph et du père Ignace.

## Culte
Son corps est exhumé le 20 juin 1973, puis est inhumé le 30 juillet à côté de ceux du Père Ignace et du bienheureux Dominique Barberi, dans le nouveau sanctuaire à St Helens (quartier de Sutton). Cela crée un regain d'intérêt pour la vie et l'œuvre de Mère Marie Joseph de Jésus. Son procès en béatification est alors ouvert, et elle est déclarée vénérable le jeudi 21 janvier 2021 par le pape François.
Deux rapports concernant des miracles dus à son intercession sont en cours : ils concernent la guérison d'une personne atteinte d'un cancer et d'une personne atteinte de graves lésions cérébrales.

## Source
- (en) Cet article est partiellement ou en totalité issu de l’article de Wikipédia en anglais intitulé « Elizabeth Prout » (voir la liste des auteurs).